# منتخب الدنمارك لاتحاد الرغبي للسيدات
منتخب الدنمارك لاتحاد الرغبي للسيدات هو ممثل الدنمارك الرسمي في المنافسات الدولية في اتحاد الرغبي للسيدات
.